# Monumento equestre a Giuseppe Garibaldi (Buenos Aires)
Il monumento a Giuseppe Garibaldi è una statua equestre raffigurante Giuseppe Garibaldi e collocata in plaza Italia a Buenos Aires, nel barrio di Palermo.

## Storia
L'opera fu donata dalla comunità italiana alla città e venne realizzata dallo scultore italiano Eugenio Maccagnani, il quale prese a modello il suo precedente monumento equestre eseguito per la città di Brescia. Benché la prima pietra del monumento fosse stata collocata già nel 1898, l'opera venne inaugurata solo sei anni dopo, il 19 giugno del 1904, dai presidenti dell'Argentina Julio Argentino Roca e Bartolomé Mitre.